# 스테이크하우스

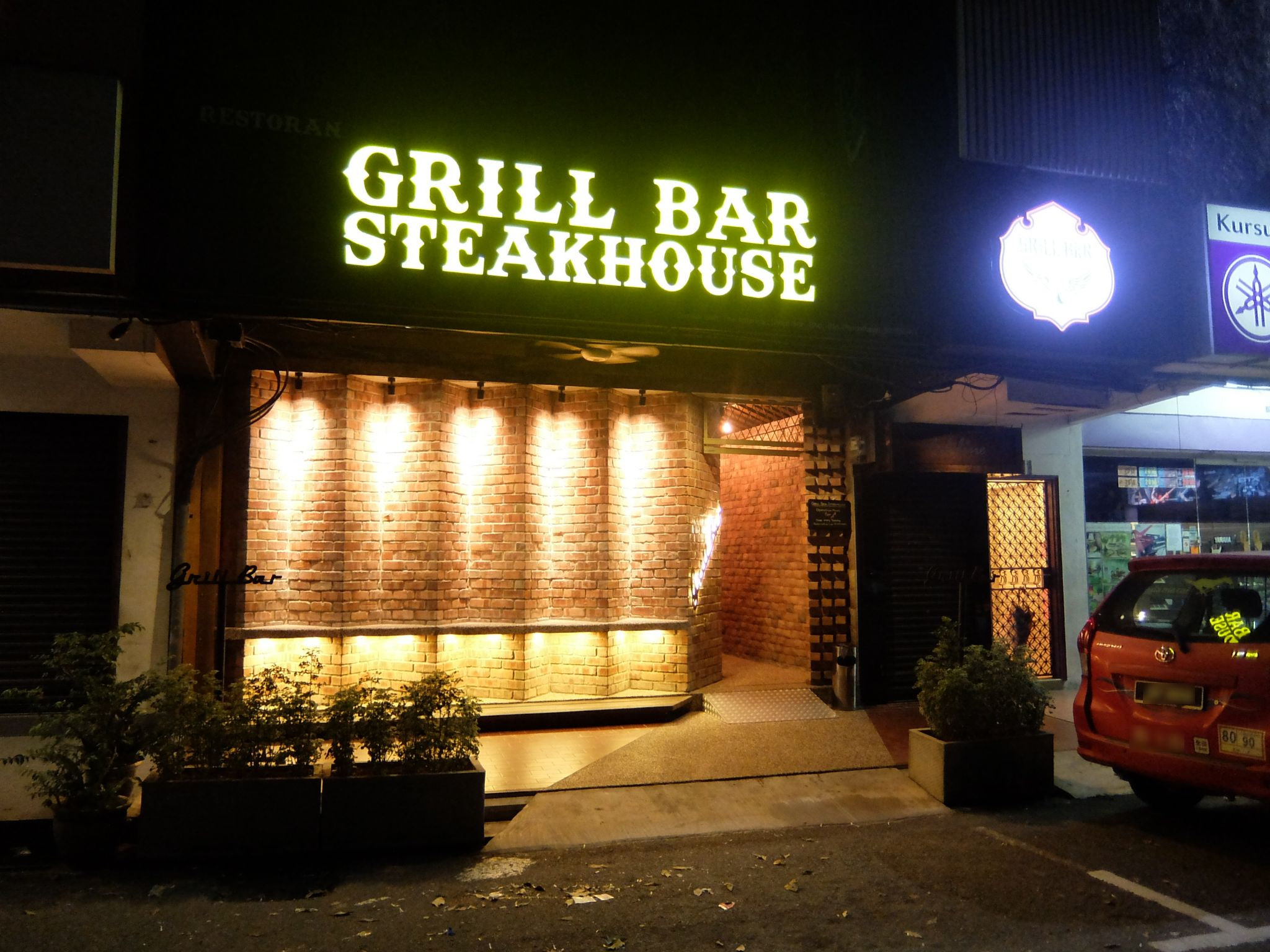
스테이크하우스

스테이크하우스(Steakhouse 또는 steak house)는 스테이크를 전문으로 하는 레스토랑이다. 일반적으로 메인메뉴인 스테이크를 제공하기 전에 베이크트 포테이토, 롤빵 사이드 메뉴로 제공한다. 이러한 스테이크를 전문으로 하는 음식점은 차프하우스(chophouse)라는 이름으로도 알려져있다.
차프하우스는 18세기 초 런던에서부터 급증하였는데, 전통적인 영국 음식인 양고기, Pigeon pie, 스테이크 키드니 푸딩(Steak and kidney pudding) 등을 판매했다. 스테이크하우스는 19세기 초 미국에서 여러 시설을 보강하면서 생겨났다.

## 스테이크하우스 목록
- 아웃백 스테이크하우스
- 빕스

## 같이 보기
- 슈하스카리아
- 스테크 프리트